# 극장판 프레시 프리큐어! 장난감 나라에는 비밀이 가득!?
《극장판 프레시 프리큐어! 장난감 나라에는 비밀이 가득!?》(일본어: 映画 フレッシュプリキュア! おもちゃの国は秘密がいっぱい!?)은 프레시 프리큐어!의 극장판 애니메이션으로, 2009년 10월 31일 공개되었다. 본 작품이 큐어 패션의 스크린 데뷔작이 됐다.

## 참고 자료
- “映画 フレッシュプリキュア! おもちゃの国は秘密がいっぱい!?”. 2021년 9월 5일에 확인함.